# Palouse

Localizzazione della regione di Palouse nella mappa degli Stati Uniti

Palouse è una regione del nord-ovest degli Stati Uniti, compresa in parte nel sud-est dello Stato di Washington, nel centro-nord dell'Idaho e nel nord-est dell'Oregon. È un'importante zona agricola, soprattutto per la produzione di grano e legumi. Situata a circa 250 chilometri a nord della Oregon Trail, conobbe una rapida crescita nel tardo XIX secolo e per un breve periodo superò la popolazione della regione dello stretto di Puget. La regione è sede di due università ad indirizzo agricolo: l'Università dell'Idaho a Moscow e la Washington State University a Pullman. Situate a soli 13 km di distanza fra loro, entrambe vennero fondate nei primi anni 1890.

## Geografia e storia
L'origine del nome "Palouse" non è nota. Un'ipotesi propende per la derivazione dal nome della tribù di Palus (detta Palus, Palloatpallah, Pelusha, etc.), convertito dai venditori di pellicce franco-canadesi nel termine francese più familiare pelouse ("terra dall'erba rasata" o "prato") che nel tempo cambiò in Palouse. Un'altra teoria considera come iniziale un termine francese per descrivere la zona in cui abitavano gli indigeni Palus.

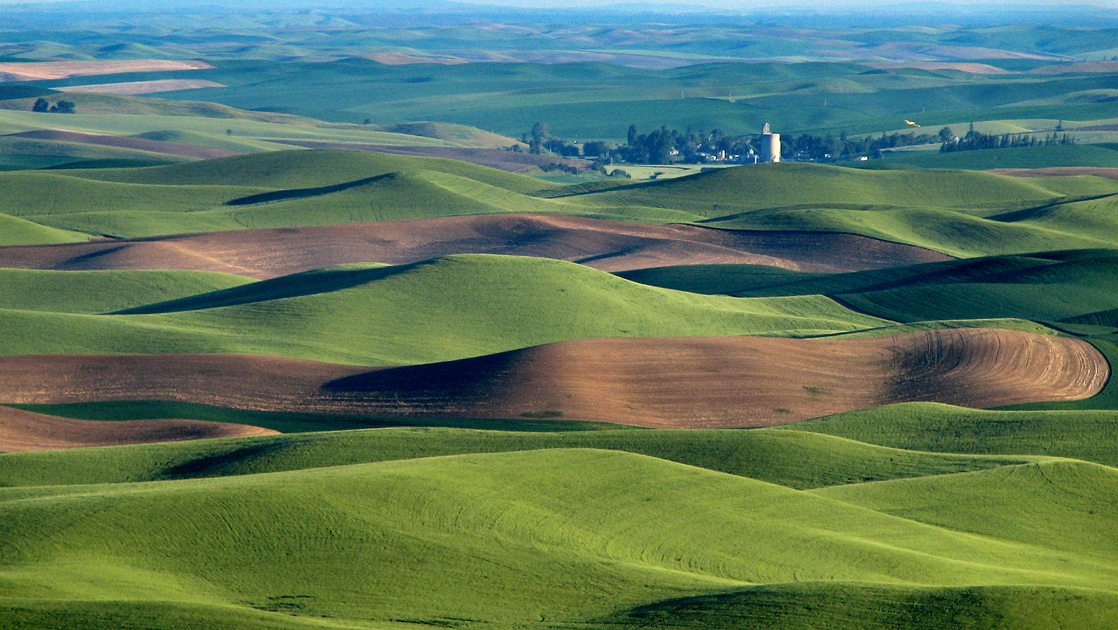
Colline della regione di Palouse a nord-est di Walla Walla

Tradizionalmente la regione Palouse comprendeva le fertili colline e praterie a nord del fiume Snake, il quale ne segnava il confine meridionale con la regione di Walla Walla, mentre al settentrione il fiume Clearwater le separava dalla Camas prairie, estesa a nord fra gli Stati di Washington e Idaho e a sud di Spokane con al centro il fiume Palouse. Questa terra fu sede di insediamenti e di un boom della coltivazione del grano negli anni 1880, come parte di un più ampio processo di coltivazione del frumento nel sud-est dello Stato di Washington, originariamente introdotto nella contea di Walla Walla.
Anche se questa definizione del Palouse rimane comune ancora oggi, a volte il termine si usa per riferirsi a tutta la regione produttrice di grano, tra cui la zona di Walla Walla, la Camas Prairie dell'Idaho, la regione del Big Bend nella parte centrale del Columbia River Plateau e distretti agricoli più piccoli come la contea di Asotin e la contea di Umatilla nell'Oregon. Questa definizione più ampia è adottata da organizzazioni come il World Wide Fund for Nature, che considerano le Praterie Palouse ecoregione in senso lato.
La città di Palouse è ubicata nella contea di Whitman, a circa 11 chilometri ad ovest di Potlatch nell'Idaho.
Storicamente la Palouse si distingue dall'antica arida regione di Walla Walla a sud del fiume Snake, dove la coltivazione del grano si dimostrò attuabile con profitto per la prima volta negli anni 1860. Nel corso degli anni 1870 Walla Walla fu rapidamente adibita a terreni agricoli, mentre iniziavano i primi esperimenti di coltivazione del frumento nella Palouse, dove in precedenza si allevavano bovini e ovini. Quando le prime prove ebbero successo, iniziò una corsa alla conquista delle terre che nel corso degli anni 1880 vennero rapidamente popolate da agricoltori. La proliferazione simultanea delle ferrovie diede una spinta formidabile all'insediamento. Negli anni 1890 quasi tutte le terre della Palouse erano state convertite alla coltivazione di grano.

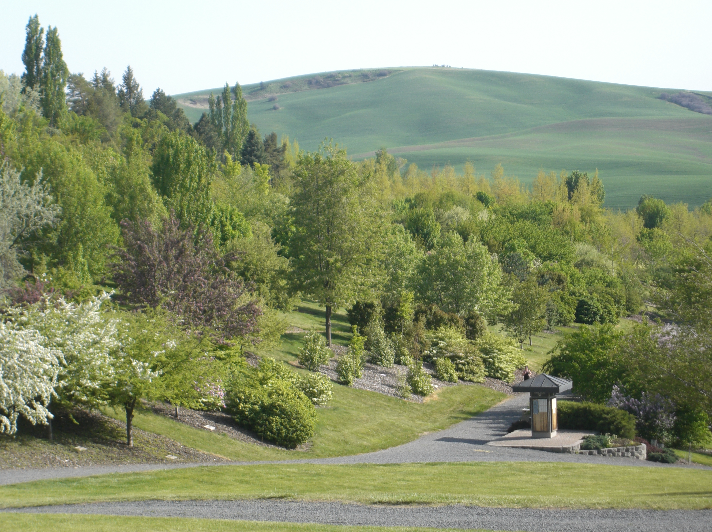
Colline della regione di Palouse a sud della UI Arboreto a Moscow, Idaho

A differenza della regione di Walla Walla, saldamente ancorata alla città di Walla Walla, la Palouse vide la nascita di almeno quattro centri, tutti a diversi chilometri l'uno dall'altro: Colfax (il più antico), Palouse, Pullman e Moscow in Idaho. Questi quattro centri, insieme ad almeno altri dieci minori, crearono un modello urbano diffuso, rispetto alla regione centralizzata di Walla Walla.
Fra le città ubicate lungo i confini della Palouse ed alcune all'interno della regione vi sono Lewiston in Idaho, al servizio dei terreni agricoli della Camas Prairie, Ritzville, che serve il margine orientale della regione Big Bend, e Spokane, il centro di tutta la regione. Grazie alla sua posizione dominante, Spokane divenne nota come la capitale della Inland Empire che comprende tutte le regioni produttrici di grano, i distretti minerari locali e le foreste che producevano legname. Spokane fu anche il nodo ferroviario principale di tutta la regione.
Dal 1910, nonostante il termine locale Palouse fosse ancora molto diffuso, gli abitanti delle regioni Walla Walla, Big Bend, Umatilla e Camas Prairie iniziarono a definirsi abitanti dell'Inland Empire, della Wheat Belt, del Columbia Basin, o semplicemente dell'Eastern Washington, Oregon o North Idaho.